# Catocala curvifascia
Catocala curvifascia là một loài bướm đêm trong họ Erebidae.